# Vicente Fox
Vicente Fox Quesada (ur. 2 lipca 1942 w Meksyku) – meksykański ekonomista i polityk, w latach 2000–2006 Prezydent Meksyku z ramienia Partii Akcji Narodowej.

## Życiorys
Vicente Fox urodził się w mieście Meksyk, w rodzinie o alzackich, baskijskich i hiszpańskich korzeniach. Uczęszczał na Uniwersytet Iberoamerykański w Meksyku oraz na Harvard. Później pracował jako kierowca w Coca-Cola Company i stopniowo awansował, dochodząc aż do szczebla dyrektora tej firmy, najpierw w Meksyku, a potem na obszarze całej Ameryki Łacińskiej.
Zwyciężył w historycznych wyborach z 2000, w wyniku których władzę straciła, rządząca pod różnymi nazwami nieprzerwanie od 1910, Partia Rewolucyjno-Instytucjonalna (Partido Revolucionario Institucional – PRI). Fox, zaczynając kampanię prezydencką, zrezygnował ze stanowiska gubernatora stanu Guanajuato. Urząd objął 1 grudnia 2000 roku.
Podczas sprawowania urzędu Fox musiał się liczyć ze słabym poparciem w Kongresie, gdzie jego partia była mniejszością. W jego gabinecie znalazło miejsce wielu członków poprzedniej ekipy Ernesta Zedilla oraz działaczy Partii Rewolucji Demokratycznej (PRD), przez co PAN nie popierała prezydenta, pomimo iż z jej ramienia startował on w wyborach.
Polityka ekonomiczna Foksa skupiła się na wysiłkach w celu zdławienia inflacji, która po raz pierwszy od wielu lat osiągnęła postać jednocyfrową. Lewica oskarżała go o mniejszy wzrost gospodarczy, ale przeciwnicy tych zarzutów argumentowali, iż przyczyną tego było pogorszenie się koniunktury w USA, które są głównym partnerem handlowym Meksyku. Za prezydentury Foksa kurs dolara względem peso ustabilizował się. Realizowano też specjalny program społeczny tzw. Oportunidades (czyli "Okazja, sposobność"), który w odróżnieniu od podobnych planów w przeszłości nie miał charakteru politycznego (tj. nie był próbą pozyskania nowego elektoratu poprzez "kupowanie" głosów wyborców). Nacisk położono w nim nie na doraźne przekazywanie środków pomocowych, ale na pobudzanie przedsiębiorczości wśród najbiedniejszych. W okresie kadencji Foksa zauważalne stało się także zmniejszenie zakresu ubóstwa.
Na początku 2005 r. cieniem na administracji Foksa odbiły się zamieszki w więzieniach. 31 grudnia 2004 r. został zamordowany w ściśle strzeżonym zakładzie karnym La Palma brat zbiegłego z więzienia w 2001 roku szefa gangu narkotykowego – Joaquína "El Chapo" Guzmána. W styczniu 2005 r. więzienie La Palma, w którym przebywają najgroźniejsi przestępcy zostało otoczone a następnie spacyfikowane przez kilkuset policjantów i żołnierzy, gdy okazało się, że więźniowie przejęli nad nim kontrolę. Porządek w więzieniu przywrócono pomimo obecności blisko tysięcznego tłumu demonstrujących pod bramą członków rodzin i przyjaciół uwięzionych handlarzy. Jednakże pomimo kilkukrotnego wzrostu w czasie prezydentury Foksa liczby aresztowanych handlarzy narkotykami, do dziś nierozwiązane pozostają główne problemy Meksyku – faktyczna bezkarność większości mafijnych bossów oraz częste korumpowanie funkcjonariuszy więziennych i przedstawicieli administracji różnego szczebla przez narkotykowe kartele.
Po kontrowersyjnych wyborach z 2 lipca 2006 r. Vicente Fox został zastąpiony na stanowisku prezydenta przez Felipe Calderóna, który również wywodzi się z PAN. W 2013 został usunięty z partii, za poparcie Enrique Peña Nieto – kandydata na prezydenta Partii Rewolucyjno-Instytucjonalnej.
Odznaczony m.in. Krzyżem Wielkim Orderu Zasługi Rzeczypospolitej Polskiej (2004).